# Подгайчики (Теребовлянская городская община)
Подгайчики (укр. Підгайчики) — село в Теребовлянской городской общине Тернопольского района Тернопольской области Украины.
До 2020 года входило в Теребовлянский район.
Население по переписи 2001 года составляло 952 человека. Занимает площадь 2,760 км². Почтовый индекс — 48150. Телефонный код — 3551.